# Języki powinowate
Języki powinowate – języki należące do tej samej ligi językowej, czyli języki używane na sąsiadujących ze sobą terenach, które w wyniku wzajemnych wpływów wykształciły wspólne cechy fonologiczne, morfologiczne lub składniowe.
Powinowate względem siebie są np. języki nowogrecki, albański, bułgarski i rumuński należące do bałkańskiej ligi językowej.